# Campoplex satanator
Campoplex satanator là một loài tò vò trong họ Ichneumonidae.